# Wu Zetian
Ca majoritatea civilizațiilor, China a fost dominată în  istoria sa, de bărbați. Până foarte recent, femeile și-au emancipat drepturile, dar in niciun caz dreptul de-a conduce. Pentru o femeie, a atinge rangul de împărat și a deveni cel mai puternic om din China, era ceva nemaiauzit. Doar o singură persoană în întregime în istoria Chinei a fost în măsură să facă acest lucru. Această persoană a fost Wu Zetian, unul dintre cei mai remarcabili lideri văzut vreodată. Mulți istorici o compară cu faraonul Hatshepsut, cu  regina Elisabeta I si cu  țarul Ecaterina a II-a, care au fost capabile să-și conducă singure statul.

## Concubina Wu
O fetiță frumoasă la doar 13 ani (în aproximativ 639 d.Hr.), Wu a devenit concubina împăratului Taizong. Ea nu a avut niciun copil cu împăratului și la moartea acestuia, în anul 649 d.Hr,  ea a părăsit palatul, pentru a deveni o calugăriță budistă, așa cum obișnuiau toate concubinele să procedeze când nu aveau copii. Așa ar fi trebuit să fie sfârșitul vieții ei. Cu toate acestea, soarta a fost să-i dea o altă șansă la glorie.
Politica Chinei devine extrem de complicată. Împărătesei Wang, soția împăratului curent, Gaozong (fiul împăratului Taizon), i-a fost teamă că Gaozong devenise  prea îndrăgostit nebunește de  consoarta  Xiao. Aceasta a fost într-adevăr o chestiune de îngrijorare, cum se stia ca  consoartele erau cunoscute pentru ca  le inlocuia pe  împărătese, care au fost ucișe ulterior ca rezultat. Pentru a redirecționa atenția soțului ei de la  consoarta Xiao, împărăteasa  i-a porunci lui  Wu - care era încă tânără și frumoasă, să  revină  la palat și să își reia rolul de consoartă. Această tactică a fost de un mare succes - prea mare, de fapt. În  câțiva ani, Wu le-a   înlocuit atât  pe consoarta Xiao și pe împărăteasa Wang, din cauza ca Wu Zetian a devenit in scurt timp favorita lui Gaozong, iar lupta pentru putere a inceput sa se dea intre cele trei femei: Imparateasa Wang, Wu Zetian si concubina Xiao. Wu Zetian a dat nastere unei fetite care murit la scurt timp. Gaozong si oficialii de la curte au acuzat-o pe imparateasa de uciderea copilului. Ca urmare, Gaozong a inlocuit-o pe aceasta cu Wu Zetian, ca imparateasa. In anul 655, concubina Xiao si fosta imparateasa Wang au fost acuzate de vrajitorie si au fost executate la ordinul lui Wu Zetian. Astfel, ea  a atins rangul de împărăteasa. Unii istorici cred că ea si-a ucis propria ei fiica ca sa ajunga ea imparateasa. În timp ce acest lucru nu este dovedit, evenimentele ulterioare au sugerat că un astfel de act i-a atins scopul .

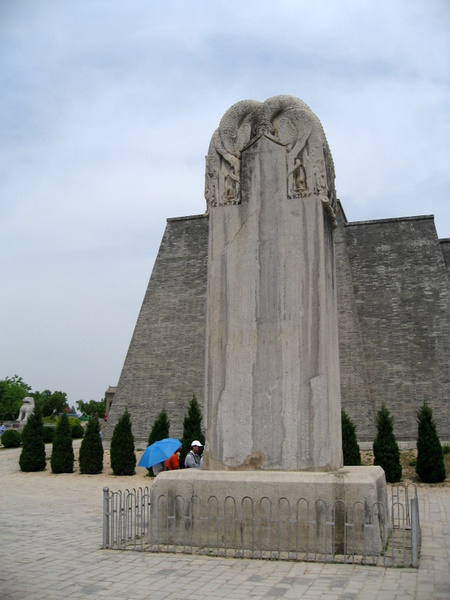
Mausoleu inchinat lui Wu Zeitan si sotului ei,imparatului Gaozong

## Împărăteasa consoarta Wu
Ca Împărăteasa Consort, Wu s-a instalat rapid pentru a-si consolida puterea . A exilat si executat numerosi functionari puternici. Ea a fiind un consilier înțelept, capabil sa-l sfatuiasca pe  împărat . In 660 d.Hr., împăratul a început să sufere de o boala  ( unii istorici presupun ca a fost cauzată de otrăvirea lentă de catre Wu). Wu a demonstrat a fi un administrator capabil, cu spirit ascuțit și cunoștințe vaste de istorie și literatură. Ea a arătat, de asemenea, o capacitate remarcabilă de a cauta si distruge pe cei care au complotat împotriva ei, precum și pe cei care ar putea constitui într-o zi o amenințare. Când împăratul Gaozong a murit în 683 , ea a fost incontestabil cel mai puternic om din China.

## Împărăteasa văduvă Wu
După moartea lui Gaozong, Zhongzong ,fiul lui Wu, a devenit împărat. El a început imediat afișarea semnelor ingrijoratoare de independență, inclusiv de numire a funcționarilor pe posturi importante, fără a se consulta cu mama sa. Acest lucru  submina  baza de  putere a lui Wu, iar ea a luat o acțiune decisivă. Zhongzong a fost demis și exilat, și fiul cel mai mic Wu, Ruizong, a devenit împărat. Cu toate acestea, Wu si-a păstrat noul impărat  într-o  izolare, fara sa poată face nimic  ca ar putea-o ofensa pe impărăteasa văduvă.

## Împăratul Wu
În 690 d.Hr., Wu  a preluat tronul însăși,  fiului ei,  Ruizong, fiindu-i redusa titulatura, devenind doar un print incoronat  . Acest lucru a determinat multe nemultumiri  în rândul tradiționaliștilor, pe care Wu  le-a manipulat în mod eficient, de obicei,  in mod  brutal. Ea a extins competențele poliției secrete,  și sute de opozanti  au fost exilați, închiși sau chiar uciși. Si-a trimis generalii numit  sa cucereasca Coreea. A influentat raspandirea budismului în China si a făcut aceasta religie oficiala, înlocuind Taoismul. A redus taxele si a crescut producția din agricultură. Ea a tinut acest post de imparat pentru aproximativ 15 ani, până când, la vârsta de 80,fiind grav bolnava, a fost destituita. A murit mai târziu, în același an.
Desi,domnia sa a fost extrem de sangeroasa, ea ramane in istorie ca o fascinanta personalitate si ca unicul imparat de sex feminin al Chinei. Wu Zetian este descris în Wu Shuang Pu (無雙 譜, Tabelul eroilor fără egal) de Jin Guliang.